# Sunshine Tour 2006/07
De Sunshine Tour 2006/07 was het zevende seizoen van de Sunshine Tour. Het omvatte een serie van golftoernooien voor golfprofessionals, dat grotendeels plaatsvond in Zuid-Afrika. Het seizoen startte in midden maart 2006 en eindigde in eind maart 2007.
Naast Zuid-Afrika, vond er ook golftoernooien plaats in andere Afrikaanse landen zoals Swaziland en Zambia.
De "Order of Merit" van dit seizoen werd gewonnen door de Zuid-Afrikaan Charl Schwartzel.

## Kalender
| Datums | Datums | Toernooi                                       | Baan                         | Plaats         | Winnaar             | Score | Score | Aantekeningen                                       |
| 2006   | 2006   | 2006                                           | 2006                         | 2006           | 2006                | 2006  | 2006  | 2006                                                |
| ------ | ------ | ---------------------------------------------- | ---------------------------- | -------------- | ------------------- | ----- | ----- | --------------------------------------------------- |
| 1703   | 19-03  | Zambia Open                                    | Nchanga Golf Club            | Chingola       | Steve Basson        | 207   | –9    |                                                     |
| 19-04  | 21-04  | Vodacom Origins of Golf Tour (Arabella)        | Arabella Country Estate      | Kleinmond      | Jean Hugo           | 208   | –8    |                                                     |
| 27-04  | 29-04  | SAA Pro-Am Invitational (Cape Town)            | Paarl Golf Club              | Paarl          | Jean Hugo           | 200   | –16   | Nieuw toernooi                                      |
| 03-05  | 06-05  | Royal Swazi Sun Open                           | Royal Swazi Spa Country Club | Mbabane        | Thomas Aiken        | 59    | 59    | "stablefordtelling"                                 |
| 11-05  | 13-05  | Sun Coast Classic                              | Durban Country Club          | Durban         | Alex Haindl po      | 207   | –9    | Nieuw toernooi Won de play-off van Lindani Ndwandwe |
| 18-05  | 20-05  | SAA Pro-Am Invitational (Johannesburg)         | Kempton Park Golf Club       | Johannesburg   | Tongoona Charamba   | 199   | –17   | Nieuw toernooi                                      |
| 24-05  | 26-05  | Vodacom Origins of Golf Tour (Pretoria)        | Pretoria Country Club        | Pretoria       | Vaughn Groenewald   | 205   | –11   |                                                     |
| 29-06  | 01-07  | Vodacom Origins of Golf Tour (KwaZoeloe-Natal) | Selborne Country Club        | Pennington     | Rossouw Loubser     | 205   | –8    |                                                     |
| 16-08  | 18-08  | Vodacom Origins of Golf Tour (Bloemfontein)    | Bloemfontein Golf Club       | Bloemfontein   | Rossouw Loubser     | 205   | –11   |                                                     |
| 23-08  | 25-08  | Telkom PGA Pro-Am                              | Centurion Country Club       | Centurion      | Doug McGuigan       | 205   | –11   |                                                     |
| 31-08  | 02-09  | Eskom Power Cup                                | Wanderers Golf Club          | Johannesburg   | Trevor Fisher Jr.   | 202   | –3    | Nieuw toernooi                                      |
| 13-09  | 15-09  | Vodacom Origins of Golf Tour (Pezula)          | Pezula Golf Club             | Knysna         | Kevin Stone         | 207   | –9    |                                                     |
| 28-09  | 30-09  | Seekers Travel Pro-Am                          | Dainfern Country Club        | Sandton        | Desvonde Botes      | 196   | –20   |                                                     |
| 04-10  | 06-10  | Vodacom Origins of Golf Tour (Finale)          | Fancourt - Montagu           | George         | Darren Fichardt     | 212   | –4    |                                                     |
| 13-10  | 15-10  | Highveld Classic                               | Witbank Golf Club            | Witbank        | Darren Fichardt     | 204   | –12   |                                                     |
| 19-10  | 21-10  | MTC Namibia PGA Championship                   | Windhoek Country Club        | Windhoek       | Anton Haig          | 196   | –17   |                                                     |
| 26-10  | 28-10  | Platinum Classic                               | Mooinooi Golf Club           | Mooinooi       | Vaughn Groenewald   | 202   | –14   |                                                     |
| 16-11  | 19-11  | Limpopo Classic                                | Polokwane Golf Club          | Polokwane      | Bradford Vaughan po | 266   | –18   | Won de play-off van Warren Abery                    |
| 21-11  | 23-11  | Coca-Cola Charity Championship                 | Arabella Country Estate      | Kleinmond      | Alan Michell        | 200   | –16   | Nieuw toernooi                                      |
| 30-11  | 03-12  | Nedbank Golf Challenge                         | Gary Player Country Club     | Sun City       | Jim Furyk           | 276   | –12   | Nieuw toernooi                                      |
| 07-12  | 10-12  | Alfred Dunhill Kampioenschap                   | Leopard Creek Country Club   | Malelane       | Alvaro Quiros       | 275   | –13   | [ 2 ]                                               |
| 14-12  | 17-12  | South African Airways Open Championship        | Humewood Golf Club           | Port Elizabeth | Ernie Els           | 264   | –24   | [ 2 ]                                               |
| 2007   |        |                                                |                              |                |                     |       |       |                                                     |
| 11-01  | 14-01  | Joburg Open                                    | Johannesburg & Kensington GC | Johannesburg   | Ariel Canete        | 266   | –19   | Nieuw toernooi                                      |
| 25-01  | 28-01  | Dimension Data Pro-Am                          | Gary Player Country Club     | Sun City       | Louis Oosthuizen    | 277   | –11   |                                                     |
| 01-02  | 04-02  | Nashua Masters                                 | Wild Coast Sun Country Club  | Port Alfred    | Jean Hugo po        | 269   | –11   | Won de play-oof van Titch Moore                     |
| 08-02  | 11-02  | Vodacom Championship                           | Pretoria Country Club        | Pretoria       | Richard Sterne po   | 274   | –14   | Won de play-off van Louis Oosthuizen                |
| 15-02  | 18-02  | Telkom PGA Championship                        | Country Club Johannesburg    | Johannesburg   | Louis Oosthuizen    | 266   | –22   |                                                     |

- De toernooien in 2007 werden ook automatisch opgenomen voor Sunshine Tour 2007 met dezelfde winnaars.

## Order of Merit
| Orde | Speler           | # toernooien | Prijzengeld (R) |
| ---- | ---------------- | ------------ | --------------- |
| 1    | Charl Schwartzel | 7            | 1.585.717       |
| 2    | Louis Oosthuizen | 8            | 1.314.739       |
| 3    | Hennie Otto      | 18           | 1.274.339       |
| 4    | Andrew McLardy   | 6            | 1.239.925       |
| 5    | Darren Fichardt  | 13           | 1.160.182       |

- Ernie Els stond op de eerste plaats, maar speelde slechts 4 toernooien. Hij moest minstens 6 toernooien spelen om op de lijst te staan.